# Conostigmus temporalis
Conostigmus temporalis är en stekelart som beskrevs av Hellen 1966. Conostigmus temporalis ingår i släktet Conostigmus och familjen trefåresteklar. Inga underarter finns listade i Catalogue of Life.